# Einsiedel (Kulmbach)
Einsiedel (oberfränkisch: Ahnsiedl) ist ein Gemeindeteil der Großen Kreisstadt Kulmbach im Landkreis Kulmbach (Oberfranken, Bayern). Einsiedel liegt in der Gemarkung Lösau.

## Geografie
Die Einöde liegt am Fuße des Ebenbergs (476 m ü. NHN, 1,4 km südöstlich), der sich im Ziegelhüttener Forst erhebt. Im Osten bildet ein namenloser rechter Zufluss der Lösau einen Einschnitt im Gelände. Dieser wird Einsiedelgrund genannt. Ein Anliegerweg führt nach Lösau zur Bundesstraße 85 (0,7 km nordöstlich).

## Geschichte
Der Ort wurde 1531 als „Ainsidel“ erstmals urkundlich erwähnt. Mit dem Ortsnamen wurde eine Einödsiedlung bezeichnet.
Gegen Ende des 18. Jahrhunderts gab es in Einsiedel ein Anwesen. Das Hochgericht übte das bayreuthische Stadtvogteiamt Kulmbach aus. Die Grundherrschaft über das Söldengütlein hatte das Kastenamt Kulmbach.
Von 1797 bis 1810 unterstand der Ort dem Justiz- und Kammeramt Kulmbach. Mit dem Gemeindeedikt wurde Einsiedel dem 1811 gebildeten Steuerdistrikt Kirchleus und der 1812 gebildeten Ruralgemeinde Kirchleus zugewiesen. Infolge des Zweiten Gemeindeedikts (1818) wurde der Ort in die neu gebildete Ruralgemeinde Lösau umgemeindet. Am 1. Januar 1976 wurde Einsiedel im Zuge der Gebietsreform in Bayern nach Kulmbach eingegliedert.

### Einwohnerentwicklung
| Jahr      | 001819 | 001861 | 001871 | 001885 | 001900 | 001925 | 001950 | 001961 | 001970 | 001987 |
| Einwohner | *      | 6      | 5      | 8      | 6      | 8      | 6      | 4      | 2      | 0      |
| Häuser    |        |        |        | 1      | 1      | 1      | 1      | 1      |        | 1      |
| Quelle    | [ 11 ] | [ 12 ] | [ 13 ] | [ 14 ] | [ 15 ] | [ 16 ] | [ 17 ] | [ 18 ] | [ 19 ] | [ 1 ]  |

## Religion
Der Ort ist seit der Reformation evangelisch-lutherisch geprägt und nach St. Maria Magdalena (Kirchleus) gepfarrt.